# Fanatismo religioso
El fanatismo religioso es un tipo de fanatismo mediante el cual el sujeto se cree dueño de una verdad absoluta y atemporal, de la cual no se puede hacer la más mínima crítica o reflexión. Bajo su influencia se han justificado conflictos bélicos, despojo forzoso de territorios ancestrales, genocidios, asesinatos y actos terroristas.
En la Historia humana se han vivido constantes movimientos fundamentalistas e intolerantes por parte de diversas religiones. Por regla general el fanático religioso realiza una tergiversación de los principios y enseñanzas de la religión a la cual dice pertenecer.
Durante el siglo XVI el fanatismo religioso se hizo notar a través de quienes atacaban toda actividad científica o la reflexión crítica del entorno, acusando de herejía a investigadores como Galileo Galilei. De hecho, los estudiosos de los astros eran llamados "servidores de Satanás".
Se puede decir que el fanatismo religioso ha sido aprovechado e incluso alimentado por el poder de turno, ya que su mirada simple del mundo y de la realidad es muy eficiente para convocar a las masas hacia conflictos económicos, sin que sea necesario compartir con las huestes las utilidades de éste.
Las cruzadas fueron acciones fanáticas que las coronas europeas alimentaron para involucrar a la comunidad en el conflicto económico que tenían con el Imperio Otomano, cimentando la centenaria disputa de Occidente con el mundo Islámico. Actos contemporáneos a estas demostraciones de fanatismo fue la Santa Inquisición, esquema administrativo de la Iglesia católica para abarcar las colonias en las que participaban, y que se transformó en una herramienta de supresión de lo que consideraba una herejía. Esto último también tuvo un alcancé económico, en especial para el Imperio Español, ya que un acto de herejía podía justificar esclavizar a quien lo cometía. Y justamente la esclavitud era el corazón de su sistema económico, en ese entonces llamado "encomienda".
El atentado a las torres del World Trade Center de Nueva York en 2001 suele ser calificado como acto de "fanatismo religioso", pero se trata de una acción terrorista ejecutada por un grupo de musulmanes liderados por Osama bin Laden, un saudí multimillonario, otrora socio de Estados Unidos, que, dicho sea de paso, no refleja la fe musulmana.
En la actualidad, para intelectuales como Norman Finkelstein, descendiente de familias exterminadas en campos de concentración nazi, el fanatismo religioso se expresa en el derecho divino que el movimiento sionista asegura poseer. Y con el cual justifica la ocupación de territorios palestinos por parte personas de cualquier parte del mundo, pero practicantes del judaísmo, financiadas para hacerlo. Por su parte, también de origen judío, el profesor emérito de lingüística en el Instituto Tecnológico de Massachusetts, Noam Chomsky, habla de "sionistas cristianos", para referirse a quienes apoyan las violaciones a los Derechos humanos en Palestina -donde los palestinos son un pueblo originario- por considerarla una "guerra santa". De hecho el término "sionismo cristiano" es más antiguo que el sionismo de la Inglaterra de 1880. Se remonta a los inicios del siglo XIX en Estados Unidos, donde se le daba un carácter sagrado al exterminio de los pueblos originarios de Norteamérica. Este movimiento, a su vez, se basaba en el ideario de sectas europeas herederas de la cultura medieval que, tal como los movimientos sionistas de hoy, encuentran en la Biblia la justificación de los crímenes que implica la misión que se les ha encomendado.
Aunque suene contradictorio, muchas de las llamadas religiones evangélicas abrazan el sionismo del Estado de Israel, porque justamente su fanatismo pondera el relato bíblico por sobre los crímenes de lesa humanidad que allí se cometen.
Generalmente se clasifica al fanático como una persona ignorante e ingenua, con un razonamiento apenas suficiente para justificar y defender sus creencias mediante la agresión o juzgando a los demás como herejes.
Psicológicamente el fanático presenta cuadros de monomanías y comportamientos obsesivos sin lugar a discusión amparándose en la veracidad inquebrantable de una sola verdad, los comportamientos repetitivos se convierten en su forma de vida; alabanzas, horarios de asistencias a congregación para repetir los mismos comportamientos dejando de lado la singularidad humana (“cada persona es como es”), este comportamiento obsesivo llega a cambiar sus vidas y a reemplazar apegos antiguos con nuevos (apegos religiosos) haciendo más complicado el tratamiento clínico – terapéutico por su renuencia a aceptar nuevos caminos que le conduzcan a otra realidad lejos de todo apego a congregaciones y seres "sobrenaturales".
Estos mayormente van mucho más allá de lo debido, es el modo desproporcionado de entender y defender una causa el cual los lleva a un sentido de llevar a cabo una misión, los cuales son capaces de recurrir a todos los medios con tal de triunfar. Estos contienen una conciencia desmedida de su propia grandeza: el fanático se identifica con la causa que defiende, estos se alimentan del celo inquisitorial y actúa como fiscal o juez de la verdad.
El fanatismo religioso concretamente es la incapacidad para admitir el mundo en su diversidad y para aprender de los otros, generando una sociedad anclada en un tiempo y una forma fija de ver las cosas.
Se opone al movimiento que conduce a la realidad y por tanto no se puede ver cambios en ella, lo que no da posibilidad para el desarrollo de la vida y el descubrimiento de nuevas ideas.